# Altimo
ALTIMO ("Alpha Telekom" cũ) - công ty cổ phần trong thành phần của "Alpha Groups" & điều hành lĩnh vực truyền thông của "Alpha". Trụ sở chính - Moskva. 
Thành lập - hè 2005.
Tổng giám đốc - Alexei Reznikovich.

## Kinh doanh
Altimo sở hữu 32,9 % cổ phần của "Vympelkom" (thương hiệu "Beeline"), 25,1 % cổ phần "Megafon", 29,9 % cổ phần Golden Telecom (GT), 43,5 % cổ phần của công ty điện thoại di động Ukraina "Kievstar", 13,22 % cổ phần của công ty điện thoại di động lớn nhất Thổ Nhĩ Kỳ "Turkcell".
Năm 2007 công ty cổ phần truyền thông «Altimo» đã mua ở thương nhân Iran Mohammad Mohamedi $11 triệu 49 % của hãng di động địa phương, thông báo sẽ đầu tư $300 triệu để phát triển nó. Còn 51 % cổ phần của hãng di động, theo yêu cầu của luật Iran, sở hữu bởi các nhà đầu tư địa phương. Theo kênh truyền hình Mỹ Fox News đưa tin, công ty cổ phần đã cố gắng giữ bí mật việc làm này. Sự bí mật thách thức chính quyền Mỹ đã thực hiện chế độ trừng phạt trong quan hệ không nồng ấm của họ với chính quyền Iran. Hơn nữa, theo Fox News, việc được thực hiện trên tín dụng của ngân hàng Iran Bank Saderat, bị nghi ngờ cung cấp tài chính cho nhóm khủng bố «Hezbollah». Bởi việc này bất kỳ tổ chức nào có quan hệ với Bank Saderat, có thể bị đặt vào cấm vận từ phía Mỹ.
Tháng 11 năm 2007, công ty mở văn phòng tại Hà Nội.
Giá trị của Altimo: hơn 8 tỉ đôla.